# Stanley Dziedzic
Stanley Joseph Dziedzic (* 5. dubna 1949 Allentown, USA) je bývalý americký zápasník, bronzový z olympijských her v Montréalu 1976 a mistr světa z Lausanne 1977. Později se věnoval trenérské práci.